# 董民声
董民声（1915年11月—1999年12月5日），浙江嘉兴人，中国医学家、耳鼻咽喉科专家，河南医科大学教授，河南省政协原副主席，第三、五、六、七届全国人大代表。

## 生平
1915年11月（一说12月）生于浙江嘉兴。早年先后就读于浙江省立二中和秀州中學。1940年毕业于贵州安顺军医学校第二十七期，此后在贵阳中国红十字救护总队工作，1945年任贵阳总医院外科总住院医师。1946年赴美国波士顿哈佛大学进修耳鼻咽喉科，次年回国，任國防醫學院耳鼻喉科副教授。1949年8月，任私立南通学院医科（1956年改称南通医学院）教授。1950年，任河南大学医学院耳鼻喉科教授。1952年，任河南医学院第一附属医院教授，1953年创立五官科学系。1981年经国务院学位委员会批准为博士生导师。曾任河南医学院校教务处主任、医疗系主任、副院长等职务。校外兼任河南省科学技术协会副主席，河南省听力语言康复技术指导中心主任，中华医学会理事、河南省分会副会长等职。代表性论文有《海绵窦脓疡的外科治疗》、《周围性位置性眩晕发病机理新假设》等。
在参政议政方面，董民声于1951年12月加入中国民主同盟，1982年3月加入中国共产党。曾任中国民主同盟中央委员会委员，河南省第五、六、七届委员会副主任委员，中国民主同盟中央第二届参议委员会委员。是河南省第二、三届人民代表大会代表，第三、五、六、七届全国人大代表，第四、五、六届河南省政协副主席。
1999年12月5日在郑州逝世。

## 出版物
- 董民声等 (编). . 郑州: 河南医科大学出版社. 1999. ISBN 7-81048-306-4.

## 延伸阅读
- 董明敏等 (编). . 郑州大学出版社. 2002. ISBN 9787810485623.